# Consolida armeniaca
Consolida armeniaca là một loài thực vật có hoa trong họ Mao lương. Loài này được (Stapf ex Huth) F.C.Schrad. mô tả khoa học đầu tiên năm 1909.